# Вологдин, Александр Григорьевич
Александр Григорьевич Вологдин (28 февраля [11 марта] 1896, Пермская губерния — 28 сентября 1971, Москва) — советский геолог и палеонтолог, член-корреспондент Академии наук СССР(1939—1949 и с 1954).

## Биография
Родился в с. Александро-Рождественское Соликамского уезда Пермской губернии в семье учителя.
В 1914 году поступил на Инженерно-строительный факультет Петроградского политехнического института, зарабатывая на жизнь репетиторством, в летнее время нанимался десятником на разные строительные работы, с 1915 года работал в дорожном отряде путейского ведомства, а затем в браковочной мастерской Адмиралтейских верфей Общества Франко-русского завода на Пряжке (Петроград).
В 1916—1920 годах служил в саперном батальоне, в Военно-дорожном отряде в районе Риги. В 1918 году поступил на Геологоразведочный факультет Петроградского горного института, но в конце года призван в Красную Армию и до весны 1920 года служил в Инженерном управлении 3-й Армии, затем в 1-й инженерной бригаде 5-й Армии. Летом 1920 года зачислен коллектором в среднеазиатскую секцию Геологическ комитет и в течение трёх лет работал в этой должности в экспедициях Я. С. Эдельштейна в Минусинской котловине и Б. Ф. Мефферта в Донбассе.
В 1925 году окончил Петроградский горный институт, куда был переведён осенью 1920 года. Тогда же Я. С. Эдельштейн поручил Вологдину первую самостоятельную работу — геологическое картирование почти неизученной территории отрогов Восточного Саяна. В течение 1924—1928 годов Вологдин закартировал более 10000 км2 этой территории. Выполняя картирование, заинтересовался археоциатами.
В Восточном Саяне проработал до 1933 года, затем проводил геологическую съёмку на Салаире, одновременно возглавляя Сибирскую секцию ЦНИГРИ и продолжая заниматься археоциатами. Описал многие новые роды и виды, выделенных на основе разработанных им принципов классификации. Впервые в мире опубликовал работы по онтогенезу археоцат, а в 1937 году выделил археоциаты как самостоятельного типа живые организмы. Позднее эта систематика археоциат вошла в соответствующий том «Основ палеонтологии» (1962).
Наряду с палеонтологическими и биостратиграфическими исследованиями, с 1930 года занимался вопросами нефтеносности Сибири. В 1938—1939 годах обнаружил признаки нефтеносности на реке Ангара у с. Чадобец и в районе Туруханска. В результате его полевых исследований был открыт Туруханский нефтеносный район. В 1938—1940 годах руководил нефтяной секцией ВСЕГЕИ.
В течение своей работы в Геолкоме — ЦНИГРИ — ВСЕГЕИ в 1920—1940 годах провёл около 20 экспедиций по Сибири и Средней Азии в качестве начальника геологических партий или выполнял кураторскую и консультационную работу на местах. В эти годы сделал не только важные палеонтологические открытия, но и стратиграфические выводы, которые на многие годы заложили основу биостратиграфии кембрийских отложений Сибири.
В 1939 году избран членом-корреспондентом АН СССР.
После начала Великой Отечественной войны эвакуирован из Ленинграда в Казань, где проводил нефтепоисковые работы в Татарстане и Башкирии. Вскоре получил предложение директора Палеонтологического института АН СССР (ПИН) академика А. А. Борисяка перейти на работу в этот институт, эвакуированный в город Фрунзе (ныне Бишкек). Вологдин принял это предложение и перешёл в ПИН после возвращения института в Москву в 1943 году. В ПИНе Вологдин организовал Лабораторию по изучению древнейших организмов, которую возглавлял до конца своих дней.
В 1945 году по решению Международного жюри награждён Национальной академией США медалью и премией имени Чарльза Уоткотта за выдающиеся достижения в изучении древнейших организмов. Он стал первым из отечественных палеонтологов, удостоенных этой награды.
В Москве в 1943—1944 годах тесно общался с В. И. Вернадским, под влиянием которого заинтересовался геологической деятельностью микроорганизмов и на заседании АН СССР в январе 1947 года сделал основополагающий доклад на эту тему, проиллюстрированный несколькими сотнями микрофотографий. Академическое сообщество (главным образом, геологи), однако отвергло выводы докладчика. Как вспоминала несколько десятилетий спустя микробиолог Т. В. Аристовская, геологи были не готовы принять выводы А. Г. Вологдина, поскольку охарактеризованные им микроорганизмы ещё не были известны науке.
31 марта 1949 года арестован по «Красноярскому делу», 28 октября 1950 года осуждён на 25 лет лагерей, лишён звания члена-корреспондента АН СССР и отправлен на Колыму, где с 1951 года был бригадиром группы заключённых геологов, работавших в научно-методическом отделе Северо-Восточного геологического управления (Магадан). В 1949—1954 годах — старший научный сотрудник Всесоюзного Магаданского научно-исследовательского Института Министерства цветных металлов СССР, старший геолог Геологоразведочного управления «Дальстрой» в Магадане.
Реабилитирован 31 марта 1954 года, восстановлен в академическом звании и продолжил исследования в основанной им в ПИНе лаборатории. При этом Вологдин не ограничивался кабинетной работой: он был назначен начальником советской части Советско-Монгольской палеонтологической экспедиции (1967—1971). Работая в Монголии, он собрал обширную коллекцию ископаемых организмов докембрия и кембрия, а также открыл месторождение железа и выходы белого поделочного мрамора.
Скончался в Москве в 1971 году. Похоронен на Новодевичьем кладбище.

## Научная деятельность
Автор более 350 публикаций по различным отраслям геологии. В их числе — несколько фундаментальных монографий об археоциатах и древних водорослях и научно-популярная книга «Земля и жизнь» (1976), посвящённая памяти В. И. Вернадского.
Микробиологи «дозрели» до понимания идей Вернадского и Вологдина лишь к концу 1950-х годов. Так, в 1959 году была опубликована статья микробиолога С. И. Кузнецова «Геологическая деятельность микроорганизмов», развивающая выводы одноимённого доклада А. Г. Вологдина на заседании АН СССР в 1947 году. Стало формироваться новое направление микробиологии — геологическая микробиология, от которой позже отпочковалась бактериальная палеонтология, развиваемая в ПИНе А. Ю. Розановым и Г. А. Заварзиным (1997). Символично, что со времени основополагающего доклада Вологдина 1947 году к тому времени прошло ровно 50 лет.

## Общественная деятельность
Активный член Всесоюзного общества «Знание». Прочёл более 1000 (!) лекций в разных городах и посёлках СССР.

## Награды
- Орден Трудового Красного Знамени — 10.06.1945
- Медаль Чарльза Дулиттла Валькота — 1947

## Семья
Жена в первом браке — Мария Дмитриевна Вологдина (урождённая Меркурьева). Жена во втором браке — Галина Ивановна Вологдина.
- Приёмный сын Сергей.
- Дочь Екатерина (р.1947).
- Сын — Виктор Александрович (1925—1945) — младший лейтенант, командир огневого взвода 4-й батареи 918-го артиллерийского полка 556 СК КОСД. Погиб 2 февраля 1945 года в бою восточнее г. Гесбурга. Посмертно награждён орденом Отечественной войны 2-й степени[4].

## Память
В память о нём названо 7 родов и 7 видов кембрийских организмов, горизонт в нижнем кембрии Горной Шории и ледник в Восточном Саяне.

## Избранная библиография
- Археоциаты Сибири, вып. 1‒2, М. ‒ Л., 1931‒1932;
- Археоциаты и водоросли кембрийских известняков Монголии и Тувы, часть 1, М. ‒ Л., 1940;
- Геологическая деятельность микроорганизмов // Известия АН СССР. 1947. № 3. С. 19-38;
- Геология и полезные ископаемые Северной Буковины и Бессарабии, М.—Л., 1946;[6]
- Древнейшие водоросли СССР, М., 1962;
- Земля и жизнь. Эволюция среды и жизни на Земле. М. 1963;
- О древнейших жизнепроявлениях на Земле // Труды Астрофизического института АН КазССР. 1967. Т. 9. С. 159—166;
- Нефтеносность Сибири, Лен. ‒ Мск., 1938;
- Происхождение и развитие жизни на Земле, М., 1970;
- Пути практического разрешения проблемы сибирской нефти, «Известия АН СССР. Серия — геология»,1939, № 2[7].